# 希吉比洛马鲁
希吉比洛马鲁（Sigi Biromaru）是印度尼西亚中苏拉威西省的一个城镇，是希吉县的县治所在，位于苏拉威西岛西部内陆，是帕卢的一个卫星城。2010年统计，希吉比洛马鲁所在的希吉比洛马鲁区（Kecamatan Sigi Biromaru）共有42,857人。

## 资料来源
1. ↑  Biro Pusat Statistik, Jakarta, 2011.